# Werner Roth (Fußballspieler, 1925)
Werner Roth (* 25. Juli 1925; † 25. März 2011 in Karlsruhe-Neureut) war ein deutscher Fußballspieler und -trainer. Als Spieler bestritt er zwischen 1948 und 1959 insgesamt 231 Ligaspiele (26 Tore) in der Fußball-Oberliga Süd. Mit dem Karlsruher SC wurde er 1955 und 1956 DFB-Pokalsieger und 1956 deutscher Vizemeister. Als Trainer betreute er vom 19. Oktober 1965 bis 1. November 1966 den KSC in der Fußball-Bundesliga.

## Laufbahn
Der 23-jährige Außenläufer des in der Landesliga Nordbaden, Gruppe Süd spielenden FC Neureut – 1947/48 belegte er mit seinem Heimatverein den 8. Platz und hatte dabei in den Spielen gegen die zwei Karlsruher Altmeister KFV und Phönix auf sich aufmerksam gemacht –, wechselte 1948 zum zwischenzeitlich führenden Karlsruher Fußballverein, dem VfB Mühlburg in die Fußball-Oberliga Süd. Der Außenläufer galt als „zäh“ und „verbissen“ und war durch sein „giftiges“ Zweikampfverhalten prädestiniert, die gegnerischen Spielmacher zu bekämpfen. Am achten Spieltag der Runde 1949/49, am 7. November 1948, bei der 0:1-Auswärtsniederlage gegen den VfB Stuttgart debütierte der Mann aus Neureut unter Sportlehrer Robert Kraft in der Oberliga. An der Seite der Mitspieler Walter Scheib (Torhüter), Eugen und Max Fischer, Heinrich Gärtner und Georg Seeburger absolvierte er 21 Spiele und erzielte dabei neun Tore. Mühlburg belegte den neunten Rang.
Ab dem zweiten Jahr in Mühlburg, 1949/50, erlebte Roth die Trainerarbeit von Hans Tauchert. Im zweiten Tauchert-Jahr, 1950/51 schoss Mühlburg mit 94 Toren die meisten Tore im Süden und belegte damit den dritten Rang. Mit Horst Buhtz (21 Tore), Hermann Lehmann (17 Tore), Hugo Rastetter (17 Tore) und Ernst Kunkel hatte man vier Torschützen im Angriff, die die Vorlagen aus dem Mittelfeld und der Abwehr erfolgreich verwerten konnten. Als Belohnung für das gute Oberligajahr wurde nach der Verbandsrunde eine Fahrt in die Türkei durchgeführt. Dementsprechend groß waren die Erwartungen vor der Runde 1951/52, da zum guten Spielerkader auch noch die Neuzugänge Rudi Fischer (Tor), Bernd Oles und Edmund Adamkiewicz kamen. Aber der Erfolg ließ sich nicht erzwingen, Mühlburg landete mit dem negativen Punktekonto von 28:32 Zählern auf dem 9. Rang. Werner Roth hatte in 25 Ligaeinsätzen mit drei Toren dazu seinen Beitrag geleistet. Insgesamt absolvierte er in Mühlburg von 1948 bis 1952 75 Oberligaspiele und erzielte dabei 15 Tore.
Durch die Fusion von Mühlburg mit der in der 1. Amateurliga angesiedelten FC Phönix-Alemannia entstand zum 16. Oktober 1952 der Karlsruher SC. Die Stadt Karlsruhe nahm sofort als „Fusionsgeschenk“ für den neuen Großverein den repräsentativen Ausbau des Wildparkstadions in Angriff.
Der Kämpfer im Mittelfeld, Werner Roth, bestritt trotz der Neuzugänge Günter Rau, Hans Strittmatter, Heinz Beck und des Phönix-„Goldes“ Kurt Sommerlatt, 1952/53 alle 30 Ligaspiele und steuerte noch fünf Tore zum vierten Rang in der Abschlusstabelle bei. Hans Hipp war der erste Trainer des Fusionsvereines KSC. Ab der Runde 1953/54 übernahm Adolf Patek das Traineramt und legte den Grundstein für die kommenden Erfolge. Roth war mit 29 Einsätzen (1 Tor) eindeutiger Stammspieler in der Runde 1954/55 – der KSC belegte den fünften Rang – und war auch in jedem Spiel des DFB-Pokals gegen den FSV Frankfurt (5:1), 1. FC Nürnberg (1:0), VfB Stuttgart (5:2), den zwei Spielen im Halbfinale gegen FC Altona 93 (3:3 n. V./3:0) und am 21. Mai 1955 im mit 3:2 Toren siegreichen Finale in Braunschweig gegen den FC Schalke 04 im Einsatz. Seine Leistungen insbesondere in den Duellen im Viertelfinale gegen Erwin Waldner (VfB Stuttgart) sowie in den zwei Halbfinals gegen Altona 93, als es die KSC-Läuferreihe mit dem gefürchteten Altona-Innentrio mit Dieter Seeler, Werner Erb und Heinz Spundflasche zu tun hatte und Roth die Aufgabe zukam, den langjährigen überragenden Spielmacher des Hamburger SV, „Spund“ Spundflasche an die Kette zu legen, waren mitentscheidend zum ersten Titelgewinn des Karlsruher SC.
Das folgende Spieljahr, 1955/56, brachte aber nochmals für Spieler wie Verein eine Steigerung. Die Wildpark-Elf wurde erstmals Süddeutscher Meister in der Oberliga Süd. Mit drei Punkten Vorsprung vor dem schwäbischen Rivalen VfB Stuttgart (Erwin Waldner; 20 Tore), jeweils mit fünf vor dem nordbadischen Konkurrenten VfR Mannheim (mit Torschützenkönig Ernst-Otto Meyer; 30 Tore) und der Elf vom Bieberer Berg, Kickers Offenbach (Helmut Preisendörfer; 26 Tore) holten sich die Blau-Weißen den Meistertitel. Vor der Runde wurde die Mannschaft mit dem Linksaußen des Deutschen Meisters des Jahres 1955, Bernhard Termath, von Rot-Weiss Essen verstärkt. Aber auch der unbekannte Amateur vom VfB Coburg, Heinz Ruppenstein, entwickelte sich zu einer Belebung für das Aufbauspiels des KSC. Sommerlatt rückte auf Halbrechts vor, Ruppenstein übernahm seine vorherige rechte Außenläuferposition und Roth absolvierte die Mehrzahl seiner 27 Rundenspiele (1 Tor) neben Mittelläufer Siegfried Geesmann als linker Läufer, im damals praktizierten WM-System. In der Rückrunde waren bei den Spitzenspielen gegen die Rasenspieler aus Mannheim am 25. März 1956 (2:1) 50.000 Zuschauer und am 22. April 1956 (2:2) gegen die Mannschaft aus der schwäbischen Landeshauptstadt 52.000 Zuschauer im Wildparkstadion. In beiden Spielen hatte die KSC-Läuferreihe – gegen das Mannheimer Innentrio mit Ernst Langlotz, Ernst-Otto Meyer, Theodor Laumann; gegen das Stuttgarter mit Erwin Waldner, Knut Tagliaferri, Rolf Blessing – Schwerstarbeit zu verrichten.
In der Endrunde um die deutsche Meisterschaft war Roth in den vier Gruppenspielen gegen Schalke 04 (3:0-Sieg in Schalke), Hannover 96 (0:0), 1. FC Kaiserslautern (1:0-Sieg in Ludwigshafen vor 83.000 Zuschauern; mit Fritz und Ottmar Walter) und dem Rückspiel gegen Hannover 96 am 3. Juni bei der 0:2-Niederlage aktiv. In den zwei abschließenden Gruppenspielen und im Finale am 24. Juni 1956 in Berlin gegen Borussia Dortmund wurde dann die Läuferreihe mit Ruppenstein, Geesmann und Herbert Dannenmeier beim KSC bevorzugt. Im DFB-Pokal gehörte er am 6. Mai 1956 zu den KSC-Akteuren, die im Halbfinale den FK Pirmasens im heimischen Stadion an der Zweibrücker Straße beim 5:1-Erfolg keine Chance ließen. Als das Finale am 5. August 1956 in Karlsruhe gegen Hamburger SV ausgetragen wurde, waren die Neuzugänge der Runde 1956/57, Werner Hesse und Gerhard Siedl, spielberechtigt und für Roth deshalb kein Platz im mit 3:1 Toren erfolgreichen KSC-Team.
Als die Badener 1958 unter Trainer Eduard Frühwirth die zweite Meisterschaft in der Oberliga Süd feiern konnten, hatte der 33-Jährige aber nochmals in 25 Spielen (1 Tor) daran seinen Anteil. In den drei Endrundenspielen gegen Tennis Borussia Berlin (1:0), Eintracht Braunschweig (2:1) und am 10. Mai im Hamburger Volksparkstadion vor 75.000 Zuschauern gegen den späteren Deutschen Meister FC Schalke 04 (0:3-Niederlage) wurde nicht mehr auf den Routinier gesetzt. Sein letztes Oberligaspiel bestritt der Fleißarbeiter mit Zweikampfstärke bei der 3:4-Heimniederlage am 30. November 1958 gegen den FSV Frankfurt. Nach 156 Oberligaeinsätzen (11 Tore) für den KSC von 1952 bis 1959 beendete er nach der Saison 1958/59 seine höherklassige Spielerlaufbahn.

### Trainer
Nach den ersten Stationen als Trainer im südbadischen Amateurbereich in Baden-Baden und Baden-Oos kehrte der Ex-Oberligaspieler zu Beginn der Bundesliga-Ära 1963/64 als Jugendtrainer in den Wildpark zurück. Als die Bundesligamannschaft des KSC mit Trainer Helmut Schneider in der dritten Bundesligasaison 1965/66 nach dem achten Spieltag – 2:5-Niederlage bei Hannover 96 – mit 2:14 Punkten das Schlusslicht der Tabelle zierte, wurde Werner Roth am 19. Oktober 1965 zum Cheftrainer in Karlsruhe ernannt. Er startete am 20. Oktober die Mission Klassenerhalt mit einem 1:0-Heimerfolg gegen den 1. FC Kaiserslautern. Dank der weiteren Heimsiege gegen Bremen, Eintracht Frankfurt, Tasmania Berlin, Schalke 04, Bayern München, Hannover 96, VfB Stuttgart und dem 1. FC Köln konnte trotz der vernichtenden Auswärtsbilanz von 2:32 Punkten (8:49 Tore) am Rundenende mit dem 16. Rang die Klasse erhalten werden.
Durch die Neuzugänge Christian Müller, Dragoslav Šekularac, Lars Granström, Jürgen Weidlandt und Friedhelm Strzelczyk hoffte man in Karlsruhe darauf, endlich auch mit der sportlichen Qualität in der Bundesliga angekommen zu sein. Doch spätestens nach der vernichtenden 1:6-Heimniederlage am vierten Spieltag (10. September 1966) gegen Bayern München und damit mit 1:7 Punkten auf den letzten Platz in der Tabelle rangierend, war die gute Stimmung im Wildpark dahin. Nach dem 11. Spieltag, den 29. Oktober 1966, der KSC hatte gegen Werder Bremen im heimischen Stadion ein 4:4 erreicht und stand damit mit 6:16 Punkten immer noch auf dem 18. Platz, wurde Roth vom KSC-Präsidium als Trainer entlassen und durch den Straßburger Pädagogen Paul Frantz abgelöst.
Roth wirkte danach noch von 1967 bis 1970 in der zweitklassigen Fußball-Regionalliga Süd als Trainer. Zuerst zwei Jahre bei Schwaben Augsburg, zuletzt 1969/70 beim SSV Reutlingen. Danach beendete er seine Trainerlaufbahn im höherklassigen Fußball.

## Neben dem Fußball
Der beruflich als Technischer Zeichner arbeitende Roth starb im Alter von 85 Jahren in seinem Heimatort Neureut und wurde auf dem dortigen Friedhof bestattet.